# 耶尼奇夫特利克
41°01′N 27°51′E / 41.017°N 27.850°E
耶尼奇夫特利克是土耳其的城鎮，位於該國西北部，距離馬爾馬拉埃雷利西10公里，由泰基爾達省負責管轄，海拔高度75米，該鎮在奧托曼帝國時期是希臘人聚居地，2011年人口7,356。